# Donald Smith
Pour les articles homonymes, voir Smith.
Donald William Smith, né en 1946 à Toronto, est un professeur canadien émérite à l'Université Carleton et spécialiste de littérature québécoise. Ses recherches portent sur les écrivains québécois et acadiens, les œuvres d'auteurs-compositeurs-interprètes et sur la langue française des différentes régions francophones d'Amérique du Nord (Québec, Canada français, Acadie, Louisiane). Il est l'auteur de dix-sept livres et de nombreux articles publiés dans des journaux, des magazines et des revues spécialisées.
Plusieurs de ses articles ont été reproduits par Érudit, plateforme en ligne pour la recherche savante au Canada.

## Biographie
Né à Toronto en 1946, le professeur D.W. Smith détient un baccalauréat spécialisé en français magnum cum laude (1969) du Collège Glendon de l'Université York. Pendant ce cursus, il a passé une année (1968) à l'Université Laval (Québec). Il a obtenu par la suite une maîtrise de la Sorbonne en 1970 pour une thèse sur la fantaisie et l'humour dans les œuvres de l'écrivain et l'auteur-compositeur-interprète français Boris Vian. Le professeur Smith détient un doctorat de l'Université d'Ottawa (1979) à la suite de la soutenance d'une thèse intitulée Les idées sociales dans l'œuvre de Jacques Ferron, thèse portant sur les romans, contes et essais de l'écrivain québécois et médecin Jacques Ferron.
Donald Smith est le directeur du département de français de l'Université Carleton de 1978 à 1981 puis de 1996 à 1998. Il était alors membre du sénat de cette institution. Cofondateur en 1975 de "L'Association des littératures canadiennes et québécoise" (société savante du Canada), il était aussi directeur des droits étrangers, de 1983 à 2006, de la maison d'édition Québec Amérique, ainsi que directeur (de 1982 à 2008) de la collection "Littérature d'Amérique: Traduction" dans laquelle il a publié les œuvres d'auteurs anglo-canadiens majeurs, dont le principal roman de Stephen Leacock, Un été à Mariposa, l'ensemble de l'œuvre de Lucy-Maude Montgomery et les romans de l’écrivain franco-américain Jack Kerouac non parus jusque-là en français. De 1970 à 1973, il était critique littéraire pour la revue annuelle Livres et auteurs québécois publiée par l'Université Laval, et de 1976 à 1985, il était responsable des entrevues pour la revue littéraire Lettres québécoises.

## Œuvres
Le Dictionnaire du français canadien co-écrit avec le linguiste Sinclair Robinson, et L'Écrivain devant son œuvre, entrevues avec quatorze écrivains québécois et acadiens, paru en anglais sous le titre Voices of Deliverance,, sont parmi ses œuvres les plus connues.
Gilles Vigneault, conteur et poète, essai sur l'un des troubadours, conteurs et auteurs-compositeurs-interprètes les plus importants du Québec et de la francophonie, est une autre œuvre majeure de Donald Smith. Jacques Godbout, du roman au cinéma, publié en collaboration avec Les Éditions Québec Amérique et l'Office national du film du Canada (ONF) et comprenant un DVD d'un entretien avec Jacques Godbout accompagné d'extraits des films documentaires du cinéaste, est reconnu comme une étude importante de l'œuvre du romancier cinéaste .
L'essai politique de Donald Smith D'une nation à l'autre, traduit en anglais sous le titre Beyond Two Solitudes, est une analyse de la notion de nation dans le contexte de pays comme le Canada, le Royaume-Uni et l'Espagne. Le Professeur Donald Smith, qui a aussi enseigné la littérature comparée (Canada anglais, Québec, Acadie), consacre actuellement ses recherches à un comparatif de la relation Canada-Québec et Espagne-Catalogne.

## Publications

### Livres (Essais et dictionnaires)
- Ignace Bourget, écrivain, Patrick Imbert, Donald Smith, Adrien Thério, éditions Jumonville, Montréal, 1975, 205 p.
- Édition scolaire du roman Pleure pas Germaine (écrit en français québécois populaire appelé "joual"), par Claude Jasmin, Centre éducatif et culturel, Montréal, Sinclair Robinson et Donald Smith, 1973, 159 p., nouvelle impression,1983.
- Manuel pratique du français canadien / Practical Handbook of Canadian French, avec Sinclair Robinson, Macmillan, Toronto, 1973, 172 p. (édition révisée 1975; réimpression,1976,1978).
- L’Écrivain devant son œuvre, Québec Amérique, Montréal, 1983, 360 p.
- Manuel pratique du Québec et du français acadien / Manuel pratique du français québécois et acadien (édition révisée), Sinclair Robinson et Donald Smith, avec la collaboration de l'écrivaine acadienne Antonine Maillet, Anansi, Toronto, 1984, 302 p.
- Gilles Vigneault, poète et conteur, Québec Amérique, Montréal, 1984, 160 p. (deuxième tirage, mars 1985; republié par Québec et France Loisirs, édition reliée, avril 1985).
- Gilbert LaRocque, L'Écriture du rêve[10], Québec Amérique, Montréal, 1985, 148 p.
- Voices of Deliverance: entrevues avec quatorze écrivains québécois et acadiens, version révisée et mise à jour de L’Écrivain devant son œuvre, Anansi, Toronto, 1986, (traduite par le Professeur Larry Shouldice), 383 p.
- Dictionnaire du français canadien / Dictionary of Canadian French, Sinclair Robinson et Donald Smith, National Textbook Company (NTC), New York, 1991, 292 p.
- Dictionnaire du français canadien, Sinclair Robinson et Donald Smith, Stoddart, Toronto, 1991, 292 p.
- Dictionnaire du français canadien, Sinclair Robinson et Donald Smith, Viburnum, Londres (Angleterre), 1993, 292 p.
- Gérard Bessette et Gilbert La Rocque: Correspondance[11], annotations et analyse par Sébastien La Rocque et Donald Smith, Québec Amérique, Montréal, 1994. 189p.
- Jacques Godbout : du roman au cinéma. Voyage dans l'imaginaire québécois, Québec Amérique, Montréal, 1995, 256 p, incluant un DVD créé par l'Office national du film du Canada.
- D’une nation à l’autre, Éditions Internationales Alain Stanké, Montréal, 1998, 1999, 166p.
- Cul-de-sac, Yves Thériault, postface de Donald Smith, Typo / Hexagone, Montréal, 1998, 280p.
- Beyond two solitudes, Fernwood Press, Halifax, 1999, (traduit par Charles Phillips),143p.
- Canten Giné, homenatge dels paisos catalans a Joan Pau Giné, cantautor, 2014, Introduction et Postface en catalan et en français de Donald Smith, Col·lectiu Joan Pau Giné, Perpinyà, França, 380p.

### Critiques
- «L'Écrivain devant son œuvre, un livre de grande fraternité face à notre littérature et à nos écrivains. Un important document touchant notre littérature. Des réponses d’autant plus vives que les questions piquaient les écrivains.», Wilfrid Lemoine, Radio-Canada, avril 1984.
- « Dictionary of Canadian French: An excellent introduction to the mots témoins of Quebec culture », British Journal of Canadian Studies.
- « Voices of Deliverance, a guided tour to a writer’s workshop. A delight and essential reading for anyone interested in Québec », Alberto Manguel, Books in Canada, octobre 1986.
- «Smith’s writing is lively stuff. The sort of thing that raves footprints in the mind», Ken Adachi, Toronto Star, June 16, 1986.